# 東町 (瀬戸市)
東町（あずまちょう）は、愛知県瀬戸市古瀬戸連区の町名。丁番を持たない単独町名である。

## 地理
- 瀬戸市の中央部に位置する[8]。西を中山町、北を南東町・東洞町、東を西拝戸町、南を太子町・川合町と隣接している[8]。
- 丘陵地の住宅の中に陶磁器関係の小工場が混在する[8]。

### 河川
- 寺本川（瀬戸川支流） ： 町の中央部を北西に向かって流れている。

- 寺本川（東町内）

### 学区
市立小・中学校に通う場合、学区は以下の通りとなる。また、公立高等学校普通科に通う場合の学区は以下の通りとなる。
| 番・番地等 | 小学校                 | 中学校                 | 高等学校 |
| ---------- | ---------------------- | ---------------------- | -------- |
| 全域       | 瀬戸市立にじの丘小学校 | 瀬戸市立にじの丘中学校 | 尾張学区 |

## 歴史

### 町名の由来
旧瀬戸の町の最も東側にあたるところから東町と名付けられたといわれる。

### 沿革
- 1942年（昭和17年）1月9日 - 瀬戸市大字瀬戸字一里塚・東洞の各一部により、同市東町として成立[2]。

## 世帯数と人口
2025年（令和7年）2月1日現在の世帯数と人口は以下の通りである。
| 町丁 | 世帯数 | 人口  |
| ---- | ------ | ----- |
| 東町 | 63世帯 | 139人 |

### 人口の変遷
国勢調査による人口の推移。
| 1995年（平成7年）  | 218人 | [ 12 ] |  |
| 2000年（平成12年） | 191人 | [ 13 ] |  |
| 2005年（平成17年） | 189人 | [ 14 ] |  |
| 2010年（平成22年） | 168人 | [ 15 ] |  |
| 2015年（平成27年） | 165人 | [ 16 ] |  |
| 2020年（令和2年）  | 142人 | [ 17 ] |  |

### 世帯数の変遷
国勢調査による世帯数の推移。
| 1995年（平成7年）  | 66世帯 | [ 12 ] |  |
| 2000年（平成12年） | 59世帯 | [ 13 ] |  |
| 2005年（平成17年） | 60世帯 | [ 14 ] |  |
| 2010年（平成22年） | 59世帯 | [ 15 ] |  |
| 2015年（平成27年） | 61世帯 | [ 16 ] |  |
| 2020年（令和2年）  | 52世帯 | [ 17 ] |  |

## 交通

### 鉄道
町内に鉄道は走っていない。最寄り駅は名鉄瀬戸線尾張瀬戸駅になる。

### バス
町内にバスは走っていない。最寄りのバス停は、名鉄バス「しなの線（瀬戸北線）」【1】【1H】【2】【2H】【3】【4】系統、同「本地ヶ原線」【10】系統の陶祖公園バス停、または同「東山線」【11】【12】系統の太子町バス停になる。

### 道路
町内に国道・県道は走っていない。

## 施設
- 如来教平等庵[8] ： 名古屋の熱田の旗屋町にある登和山青大悲寺の末寺で、御本尊は阿弥陀如来[18]。
- 瀬戸本業窯 ： 創業300年余、江戸末期から続く窯元[19]。工房の周辺には登り窯や資料館があり見どころ満載[19]。
- 陶華 ： 1972年（昭和47年）創業[20]。 日本では珍しいポーセリン（陶磁器）カメオアクセサリーの工房[20]。ショップも併設している[20]。
- 水野教雄陶房 ： 2010年瀬戸市指定無形文化財「陶芸練り込み」 保持者に認定されている陶芸家の陶房[21]。

- 平等庵
- 瀬戸本業窯
- 陶華
- 水野教雄陶房

## その他

### 日本郵便
- 郵便番号 : 489-0847[6]（集配局：瀬戸郵便局[22]）。